# Omer Beaugendre
Léon Omer Beaugendre (Salbris, 9 settembre 1883 – Salbris, 20 aprile 1954) è stato un ciclista su strada francese.
Professionista dal 1906 al 1921, vinse una edizione della Parigi-Tours.
Era il più giovane dei fratelli Beaugendre, François, Alexandre, Charles, Joseph e Théodore, tutti ciclisti.

## Carriera
Fra il 1906 e il 1907 iniziò a correre come individuale cogliendo diversi piazzamenti, fu quindicesimo nella Parigi-Tours del 1906, settimo nel campionato francese e decimo nella Parigi-Bruxelles del 1907.
Nel 1908 passò a correre per la francese Peugeot, con cui vinse due corse, la Parigi-Tour e la Parigi-Lille; finì inoltre secondo nella Milano-Modena e partecipò al suo primo Tour de France, che concluse tredicesimo.
Nel 1909 passò alla rivale della Pegeout, la Alcyon, con cui non riuscì a vincere, ma ottenne numerosi piazzamenti, fra cui i secondi posti nella Parigi-La Fleche, nella Reims-Nancy e nel Giro di Lombardia; fu inoltre nono alla Milano-Sanremo.
Nel 1910 difese i colori della squadra Le Globe, con cui ottenne la vittoria in una delle "classiche" dell'epoca, la Genova-Nizza, e il terzo posto nella Tre Coppe di Parabiago; fu inoltre nono nel campionato nazionale francese.
Nel 1911 fu nuovamente individuale, ma non ottenne piazzamenti, mentre nel 1912 corse nella formazione La Française e ottenne un terzo posto nella Paris-Honfleur.
Nel 1913 fu trentaseiesimo nella Parigi-Tours e decimo nella Parigi-Bruxelles.

## Palmarès
- 1907

Parigi-Tours
Parigi-Lille
- 1910

Genova-Nizza

## Piazzamenti

### Grandi Giri
- Tour de France

1908: 13º
1910: ritirato (5ª tappa)

### Classiche monumento
- Milano-Sanremo

1909: 9º
1911: 29º
- Giro di Lombardia

1909: 2º

### Competizioni mondiali
- Giochi olimpici

Parigi 1900 - Velocità: ?